# Пензиков, Виктор Александрович
Виктор Александрович Пензиков (род. 18 октября 1945) — советский легкоатлет и тренер, специалист по метению диска. Наивысших успехов как спортсмен добился в 1970-х годах, многократный призёр первенств всесоюзного и всероссийского значения, бывший рекордсмен СССР, участник чемпионата Европы в Риме. Представлял город Ставрополь и физкультурно-спортивное общество «Динамо». Мастер спорта СССР. С конца 1970-х годов работал тренером по лёгкой атлетике в Белоруссии, Саудовской Аравии, Катаре. Заслуженный тренер Белорусской ССР.

## Биография
Виктор Пензиков родился 18 октября 1945 года. Занимался лёгкой атлетикой в Ставрополе, выступал за всесоюзное физкультурно-спортивное общество «Динамо».
Первого серьёзного успеха в метании диска на всесоюзном уровне добился в сезоне 1971 года, когда выиграл серебряную медаль на чемпионате страны в рамках V летней Спартакиады народов СССР в Москве.
В 1972 году победил на соревнованиях в Сочи, стал серебряным призёром на чемпионате СССР в Москве.
В 1973 году превзошёл всех соперников на турнире в Подольске, получил серебро на чемпионате СССР в Москве.
В июле 1974 года на домашних соревнованиях в Ставрополе установил рекорд СССР в метании диска — 65,22 метра. Благодаря этому успешному выступлению вошёл в состав советской сборной и удостоился права защищать честь страны на чемпионате Европы в Риме — в финале метнул диск на 60,86 метра, расположившись в итоговом протоколе соревнований на шестой строке.
В 1975 году превзошёл всех соперников на соревнованиях в Воронеже, был лучшим в матчевой встрече со сборной США в Киеве, завоевал серебряную награду на чемпионате страны в рамках VI летней Спартакиады народов СССР в Москве.
В 1976 году одержал победу на Мемориале братьев Знаменских в Сочи, повторив свой всесоюзный рекорд (65,22), победил на международном турнире в Мюнхене, в матчевой встрече со сборной Великобритании в Киеве, занял второе место в матчевой встрече со сборной США в Колледж-Парке.
В 1977 году был лучшим на турнире в Кунде, стал вторым на турнирах в Виймси и Краснодаре, третьим на турнире в Сочи.
После завершения спортивной карьеры во второй половине 1970-х годов по приглашению белорусского совета «Динамо» переехал на постоянное жительство в Минск, где занялся тренерской деятельностью. Среди его воспитанников мастера спорта международного класса Георгий Колноотченко, Светлана Петрова, Лариса Короткевич, Виктор Баразновский, Сергей Лукашок, Леонид Черевко. За выдающиеся достижения на тренерском поприще был удостоен почётного звания «Заслуженный тренер Белорусской ССР».
В 1998—2011 годах работал тренером в национальных сборных Саудовской Аравии и Катара по лёгкой атлетике. Вернувшись в Белоруссию, в разное время являлся наставником многих титулованных метателей диска и толкателей ядра, среди которых Виктор Трус, Евгений Богуцкий, Алексей Ничипор, Елена Пасечник и др.